# Luis Roldán (letrista)
Luis Roldán (Buenos Aires, Argentina, 13 de mayo de 1894 – ibídem, 7 de agosto de 1943) cuyo nombre completo era Luis Pedro Víctor Vicente Roldán y usaba el seudónimo de Luis Candela, fue un letrista y periodista de larga trayectoria.

## Actividad profesional
Trabajó en varios diarios y revistas y se recuerda especialmente por su trayectoria de 30 años en el diario Crítica, a cuya redacción perteneció hasta su fallecimiento y donde publicó firmando como Luis Candela, versos y notas sobre la canción popular.
Estuvo entre los letristas pioneros del tango, y su famosísimo Maldito tango, con música de Osmán Pérez Freire, apareció poco después que Mi noche triste de Pascual Contursi inaugurara la etapa del tango-canción.
Es autor de un centenar de canciones publicadas; la primera, titulada Más criolla que un amargo, es un estilo de 1915 del que también escribió la música. Otras que sobresalen son Amapola, que escribió sobre la música del compositor español José María Lacalle García alrededor de 1928  y una de las más difundidas; las que grabaron Carlos Gardel y José Razzano, el fado Mi china, música de Juan Rodríguez y los tangos Carne de cabaret con la de Pacífico Lambertucci, La tristeza del bulín musicalizado por Antonio Scatasso y Muchachos me caso con música de Luis Martini. En otros géneros se encuentra el shimmy La chica del autobús que hizo con Adolfo Carabelli.
Para el teatro escribió, entre otras obras, la comedia El madrigal que fue estrenada por Elías Alippi y, en colaboración con Raúl Doblas, Mario Bellini y César Bourel la revista Quevedo que se dio en el Teatro Florida.
Luis Roldán falleció en Buenos Aires el 7 de agosto de 1943.